# Mine d'Olympias
 (mars 2025).
Si vous disposez d'ouvrages ou d'articles de référence ou si vous connaissez des sites web de qualité traitant du thème abordé ici, merci de compléter l'article en donnant les références utiles à sa vérifiabilité et en les liant à la section « Notes et références ».
La mine d'Olympias est une mine d'or souterraine située en Grèce en Macédoine-Centrale. Elle est possédée par Eldorado Gold. Elle a connu plusieurs fermetures, la dernière datant de 2015. 